# Parathyreus bahiae
Parathyreus bahiae är en skalbaggsart som beskrevs av Gilbert John Arrow 1913. Parathyreus bahiae ingår i släktet Parathyreus och familjen Bolboceratidae. Inga underarter finns listade i Catalogue of Life.